# Dainava Olita
Dainava Olita (lit. Futbolo Klubas Dainava Alytus) – litewski klub piłkarski z siedzibą w Olicie. Został założony w 1946.

## Historia
Chronologia nazw:
- do 1990 – Snaigė Alytus
- do 1994 – Daisotra Alytus
- od 1996 – Dainava Alytus

## Osiągnięcia krajowe
| Sezon     | Liga   | Miejsce | Puchar Litwy |
| --------- | ------ | ------- | ------------ |
| 1990      | 1 Lyga | 1       | brak danych  |
| 1991      | 1 Lyga | 3       | brak danych  |
| 1991–1992 | A Lyga | 11      | 1/8 finału   |
| 1992–1993 | A Lyga | 13      | 1/16 finału  |
| 1993–1994 | 1 Lyga | 11      | 1/8 finału   |
| 1994–1995 | 1 Lyga | 8       | 1/16 finału  |
| 1995–1996 | 1 Lyga | 5       | 1/16 finału  |
| 1996–1997 | 1 Lyga | 8       | brak danych  |
| 1997–1998 | 1 Lyga | 1       | 1/8 finału   |
| 1998–1999 | A Lyga | 9       | 1/8 finału   |
| 1999–2000 | A Lyga | 10      | 1/8 finału   |
| 2000–2001 | A Lyga | 7       | 1/8 finału   |
| 2001–2002 | A Lyga | 10      | 1/4 finału   |
| 2002–2003 | 1 Lyga | 7       | 1/16 finału  |
| 2003      | 1 Lyga | 16      | 1/8 finału   |